# Trichopteryx hemana
Trichopteryx hemana là một loài bướm đêm trong họ Geometridae.